# إبراهيم العبيدلي
إبراهيم عبد الله إبراهيم العبيدلي (ولد في 6 مارس 1986 في المحرق، البحرين) لاعب كرة قدم دولي بحريني يجيد اللعب في مركز قلب الدفاع. يلعب حاليا لصالح الخالدية الذي ينافس في الدوري البحريني الممتاز منذ 2022.

## المسيرة الرياضية

### الأندية
في 1 يوليو 2004 تم تصعيد العبيدلي إلى الفريق الأول للحالة. في موسمه الأول 2004-2005 وفي بطولة الدوري الممتاز ساهم في احتلال فريقه المركز العاشر الأخير بفارق 6 نقاط عن منطقة الأمان وبالتالي الهبوط إلى الدرجة الثانية. وفي بطولة كأس ملك البحرين خرج فريقه من المباراة الأولى عندما خسر في الدور الثمن النهائي من الرفاع الشرقي 1-4. وفي بطولة كأس الاتحاد البحريني فشل فريقه في الصعود إلى الدور النصف النهائي عندما احتل المركز الرابع في المجموعة الثانية.
في موسمه الثاني 2005-2006 وفي بطولة دوري الدرجة الثانية ساهم في تتويج فريقه بالبطولة بعدما تصدر الترتيب بفارق 3 نقاط عن وصيفه المنامة وصعدا معا إلى الدوري الممتاز وبالتالي حقق العبيدلي أولى بطولاته الشخصية. وفي بطولة كأس ملك البحرين ساهم في وصول فريقه إلى الدور النصف النهائي عندما خسر من النجمة 1-2.
في موسمه الثالث 2006-2007 وفي بطولة الدوري الممتاز ساهم في احتلال فريقه المركز السادس بفارق 6 نقاط عن منطقة الهبوط. وفي بطولة كأس ملك البحرين ساهم في وصول فريقه إلى المباراة النهائية عندما خسر من النجمة 0-2. وفي بطولة كأس الاتحاد البحريني فشل فريقه في الصعود إلى الدور النصف النهائي عندما احتل المركز الثالث في المجموعة الثالثة بفارق 3 نقاط عن المتصدر الرفاع الشرقي.
في موسمه الرابع 2007-2008 وفي بطولة الدوري الممتاز ساهم في احتلال فريقه المركز التاسع بفارق نقطتين عن منطقة الهبوط. وفي بطولة كأس ملك البحرين خرج من مباراته الأولى عندما خسر في الدور الثمن النهائي من الرفاع بهدف نظيف.
في موسمه الخامس والأخير 2008-2009 وفي بطولة دوري التصنيف ساهم في احتلال فريقه المركز العاشر بفارق الأهداف عن صاحب المركز الحادي عشر الحد مما استلزم إقامة مباراة فاصلة بينهما حيث حقق الحالة الفوز بهدف نظيف وبالتالي ضمن اللعب في الدوري الممتاز في الموسم التالي. وفي بطولة كأس ملك البحرين خرج من مباراته الأولى عندما خسر في الدور الثمن النهائي من النجمة 0-6. وفي بطولة كأس الاتحاد البحريني فشل فريقه في الصعود إلى الدور النصف النهائي عندما احتل المركز الخامس الأخير في المجموعة الثانية بفارق 8 نقاط عن المتصدر الرفاع.
في 1 يوليو 2009 انتقل العبيدلي من الحالة إلى البسيتين البحريني (الدوري الممتاز) بالإعارة لمدة موسم واحد. في موسمه الوحيد 2009-2010 وفي بطولة الدوري الممتاز ساهم في احتلال فريقه المركز الخامس بفارق 7 نقاط عن منطقة الهبوط. وفي بطولة كأس ملك البحرين ساهم في وصول فريقه إلى المباراة النهائية عندما خسر من الرفاع 0-4. وفي بطولة كأس الاتحاد البحريني فشل فريقه في الصعود إلى الدور النصف النهائي عندما احتل المركز الخامس الأخير في المجموعة الثانية بفارق 8 نقاط عن المتصدر الرفاع. في 30 يونيو 2010 انتهت الإعارة وعاد العبيدلي إلى الحالة.
في 1 يوليو 2010 انتقل العبيدلي من الحالة إلى الحد البحريني (الدوري الممتاز) بالإعارة لمدة موسم واحد. في موسمه الوحيد 2010-2011 وفي بطولة الدوري الممتاز ساهم في احتلال فريقه المركز الرابع بفارق 8 نقاط عن البطل المحرق. في 30 يونيو 2011 انتهت الإعارة وعاد العبيدلي إلى الحالة.
في 31 أغسطس 2011 انتقل العبيدلي من الحالة إلى العروبة العماني (الدرجة الممتازة) في صفقة انتقال حر. في موسمه الوحيد 2011-2012 وفي بطولة دوري المحترفين ساهم في احتلال فريقه المركز الثالث بفارق 3 نقاط عن البطل فنجاء. وفي بطولة كأس السلطان قابوس ساهم في وصول فريقه إلى الدور الربع النهائي عندما خسر من صور 1-2 في مجموع المباراتين. وفي بطولة كأس السوبر العماني ساهم العبيدلي في تتويج فريقه بالبطولة بعدما تغلب على السويق بثلاثية نظيفة ليحقق العبيدلي ثاني بطولاته الشخصية. وفي بطولة كأس الاتحاد الآسيوي فشل فريقه في الصعود إلى الدور الثمن النهائي بعدما احتل المركز الثالث في المجموعة الرابعة بفارق 4 نقاط عن صاحب المركز الثاني نيفتشي فرغانة الأوزبكستاني.
في 1 يوليو 2012 انتقل العبيدلي من العروبة إلى النهضة العماني (الدرجة الممتازة) في صفقة انتقال حر. في موسمه الوحيد 2012-2013 وفي بطولة دوري المحترفين ساهم في احتلال فريقه المركز الرابع بفارق 7 نقاط عن البطل السويق. وفي بطولة كأس السلطان قابوس ساهم في وصول فريقه إلى المباراة النهائية عندما خسر من السويق 0-2. وفي بطولة كأس الاتحاد العماني فشل فريقه في التأهل إلى الدور النصف النهائي عندما احتل المركز الثالث الأخير في المجموعة الثالثة بفارق 5 نقاط عن المتصدر صحم.
في 1 يوليو 2013 انتقل العبيدلي من النهضة إلى الحد البحريني (الدوري الممتاز) في صفقة انتقال حر. في موسمه الأول 2013-2014 وفي بطولة الدوري الممتاز ساهم في احتلال فريقه المركز الثالث بفارق 4 نقاط عن البطل الرفاع. وفي بطولة كأس ملك البحرين خرج من مباراة الأولى عندما خسر في الدور الثمن النهائي من النجمة 2-3. وفي بطولة دوري أبطال آسيا ساهم في فوز فريقه خارج أرضه على شباب الأردن الأردني 3-1 ثم خسر خارج أرضه أيضا في الدور التمهيدي الثاني من الدحيل القطري 1-2 فانتقل للعب في بطولة كأس الاتحاد الآسيوي حيث ساهم في احتلال فريقه المركز الثاني في المجموعة الثالثة بفارق الأهداف عن المتصدر القادسية الكويتي ليتأهلا معا إلى الدور الثمن النهائي حيث فاز الحد خارج ملعبه على الصفاء اللبناني بهدف نظيف وفي الدور الربع النهائي خرج من البطلة بعد التعادل 3-3 في مجموع المباراتين مع القادسية الكويتي بحسب قاعدة الأهداف خارج الأرض.
في موسمه الثاني 2014-2015 وفي بطولة الدوري الممتاز ساهم في احتلال فريقه المركز الثاني الوصيف بفارق نقطة واحدة عن البطل المحرق. وفي بطولة كأس ملك البحرين ساهم في تتويج فريقه بالبطولة بعدما تغلب في المباراة النهائية على البسيتين 2-0 ليحقق العبيدلي ثالث بطولاته الشخصية. وفي بطولة كأس الاتحاد الآسيوي فشل فريقه في التأهل إلى الدور الثمن النهائي بعدما احتل المركز الرابع في المجموعة الثانية بفارق 4 نقاط عن صاحب المركز الثاني الجزيرة الأردني.
في موسمه الثالث 2015-2016 وفي بطولة الدوري الممتاز ساهم في تتويج فريقه بالبطولة للمرة الأولى في تاريخ نادي الحد عندما تصدر الترتيب بفارق 10 نقاط عن الوصيف المحرق ليحقق العبيدلي رابع بطولاته الشخصية. وفي بطولة كأس ملك البحرين ساهم في وصول فريقه إلى الدور الربع النهائي عندما خسر من الرفاع 0-2. وفي بطولة كأس السوبر البحريني ساهم في تتويج فريقه بالبطولة بعدما تغلب على المحرق بركلات الترجيح ليحقق العبيدلي خامس بطولاته الشخصية. وفي بطولة كأس الاتحاد البحريني ساهم في وصول فريقه إلى الدور النصف النهائي عندما خسر من المالكية 1-2. وفي بطولة كأس الاتحاد الآسيوي فشل فريقه في التأهل إلى الدور الثمن النهائي بعدما احتل المركز الثالث في المجموعة الأولى بفارق نقطة واحدة عن صاحب المركز الثاني الوحدات الأردني.
في موسمه الرابع والأخير 2016-2017 وفي بطولة الدوري الممتاز ساهم في احتلال فريقه الثالث بفارق نقطتين عن البطل المالكية. وفي بطولة كأس ملك البحرين ساهم في وصول فريقه إلى الدور الربع النهائي عندما خسر من المنامة 0-5. وفي بطولة كأس السوبر البحريني ساهم في تتويج فريقه بالبطولة للموسم الثاني على التوالي بعدما تغلب على المحرق بهدف نظيف ليحقق العبيدلي سادس بطولاته الشخصية. وفي بطولة كأس الاتحاد البحريني ساهم في تتويج فريقه بالبطولة بعدما تغلب في المباراة النهائية على المالكية بركلات الترجيح ليحقق العبيدلي سابع بطولاته الشخصية. وفي بطولة دوري أبطال آسيا خسر فريقه في مباراته الأولى في الدور التمهيدي الأول من نسف قرشي الأوزبكستاني 0-4 لينتقل للعب في بطولة حيث فشل فريقه في التأهل إلى الدور النصف النهائي لمنطقة غرب آسيا بعدما احتل المركز الثالث في المجموعة الثانية بفارق نقطتين عن صاحب المركز الثاني الوحدة السوري.
في 1 يوليو 2017 انتقل العبيدلي من الحد إلى المحرق البحريني (الدوري الممتاز) في صفقة انتقال حر. في موسمه الأول 2017-2018 وفي بطولة الدوري الممتاز ساهم في تتويج فريقه بالبطولة بعدما تصدر الترتيب بفارق 15 نقطة عن الوصيف النجمة ليحقق العبيدلي ثامن بطولاته الشخصية. وفي بطولة كأس ملك البحرين ساهم في وصول فريقه إلى المباراة النهائية عندما خسر من النجمة بركلات الترجيح. وفي بطولة كأس النخبة البحريني ساهم في وصول فريقه إلى الدور النصف النهائي عندما خسر من الحد 0-2.
في موسمه الثاني والأخير 2018-2019 وفي بطولة الدوري الممتاز ساهم في احتلال فريقه المركز الثالث بفارق 9 نقاط عن البطل الرفاع. وفي بطولة كأس ملك البحرين ساهم في وصول فريقه إلى الدور النصف النهائي عندما خسر من الرفاع 1-3 في مجموع المباراتين. وفي بطولة كأس السوبر البحريني ساهم في تتويج فريقه بالبطولة بعدما تغلب على النجمة بركلات الترجيح ليحقق العبيدلي تاسع بطولاته الشخصية. وفي بطولة كأس الاتحاد البحريني فشل فريقه في التأهل إلى الدور النصف النهائي بعدما احتل المركز الثاني في المجموعة الأولى بفارق 5 نقاط عن المتأهل الأهلي. وفي بطولة كأس العرب للأندية الأبطال خرج فريقه من المرحلة الأولى عندما خسر من الأهلي السعودي 0-5 في مجموع المباراتين.
في 1 يوليو 2019 انتقل العبيدلي من المحرق إلى البسيتين البحريني (الدوري الممتاز) في صفقة انتقال حر. في موسمه الوحيد 2019-2020 وفي بطولة الدوري الممتاز ساهم في احتلال فريقه المركز الثامن بفارق نقطتين عن منطقة الهبوط المباشر وبالتأهل تأهل إلى ملحق البقاء حيث تغلب على البحرين 4-2 في مجموع المباراتين وبقي في الدوري الممتاز. وفي بطولة كأس ملك البحرين ساهم في وصول فريقه إلى الدور الربع النهائي عندما خسر من المنامة 1-5 في مجموع المباراتين. وفي بطولة كأس الاتحاد البحريني ساهم في وصول فريقه إلى المباراة النهائية عندما خسر من المحرق 1-4.
في 1 نوفمبر 2020 انتقل العبيدلي من البسيتين إلى الحالة البحريني (الدرجة الثانية) في صفقة انتقال حر. في موسمه الأول وفي بطولة دوري الدرجة الثانية ساهم في تتويج فريقه بالبطولة بعدما تصدر الترتيب بفارق 3 نقاط عن وصيفه الخالدية وصعدا معا إلى الدوري الممتاز وليحقق العبيدلي عاشر بطولاته الشخصية. وفي بطولة كأس ملك البحرين ساهم في وصول فريقه إلى الدور الربع النهائي عندما خسر من الرفاع الشرقي 1-2. وفي بطولة كأس الاتحاد البحريني فشل فريقه في الصعود إلى الدور النصف النهائي عندما احتل المركز الرابع في المجموعة الثانية بفارق 7 نقاط عن المتصدر المنامة.
في موسمه الثاني والأخير 2021-2022 وفي بطولة الدوري الممتاز ساهم في احتلال فريقه المركز الخامس بفارق 8 نقاط عن منطقة الهبوط. وفي بطولة كأس ملك البحرين خرج من مباراته الأولى عندما خسر في الدور الثمن النهائي من الرفاع 1-2. وفي بطولة كأس الاتحاد البحريني فشل فريقه في الصعود إلى الدور النصف النهائي.
في 1 يوليو 2022 انتقل العبيدلي من الحالة إلى الخالدية البحريني (الدوري الممتاز) في صفقة انتقال حر. في موسمه الأول 2022-2023 وفي بطولة الدوري الممتاز ساهم في تتويج فريقه بالبطولة بعدما تصدر الترتيب بفارق نقطة واحدة عن وصيفه المنامة ليحقق الذوادي حادي عشر بطولاته الشخصية. وفي بطولة كأس ملك البحرين خرج فريقه من مباراته الأولى عندما خسر في الدور الثمن النهائي من سترة بركلات الترجيح. وفي بطولة كأس السوبر البحريني ساهم في تتويج فريقه بالبطولة بعدما تغلب على الرفاع بهدفين نظيفين ليحقق العبيدلي ثاني عشر بطولاته الشخصية.

### المنتخبات
قرر المدرب الإنجليزي بيتر تايلور استدعاء العبيدلي للمشاركة مع البحرين في أولى مبارياته الدولية وكانت أمام الكويت وديا والتي انتهت بفوز البحرين 1-0.
قرر تايلور استدعاء العبيدلي للمشاركة في دورة الألعاب العربية 2011 حيث شارك أساسيا في جميع المباريات وساهم في تصدر البحرين المجموعة الأولى بعدما تغلب البحرين على العراق 3-0 والتعادل مع قطر المستضيف 2-2 ليتأهل إلى الدور النصف النهائي عندما تغلب على فلسطين 3-1 ليتأهل إلى المباراة النهائية حيث تغلب على الأردن بهدف إسماعيل عبد اللطيف ليحقق البحرين والعبيدلي أولى بطولاته الدولية.
في 1 سبتمبر 2016 شارك العبيدلي في آخر مباراة دولية له مع البحرين وكانت أمام سنغافورة وديا وانتهت بفوز البحرين 3-1.

## الإنجازات
- الحالة
  - دوري الدرجة الثانية (2): 2006/2005 - 2021/2020
- العروبة
  - كأس السوبر العماني (1): 2011
- الحد
  - الدوري البحريني الممتاز (1): 2016/2015
  - كأس ملك البحرين (1): 2015-2014
  - كأس السوبر البحريني (2): 2015 - 2016
  - كأس الاتحاد البحريني (1): 2017-2016
- المحرق
  - الدوري البحريني الممتاز (1): 2018-2017
  - كأس ملك البحرين (1): 2019/2018
- الخالدية
  - الدوري البحريني الممتاز (1): 2023/2022
  - كأس السوبر البحريني (1): 2022
- منتخب البحرين
  - دورة الألعاب العربية (1): 2011